# Sozialistische Heraldik

Staatswappen der Sowjetunion, Vorbild für viele sozialistische Staaten

Als Sozialistische Heraldik, auch Kommunistische Heraldik genannt, werden Wappen bezeichnet, die in der Regel von Staaten angenommen werden, die dem Sozialismus bzw. Kommunismus als Staatsideologie anhängen oder sich in den Vergangenheit dazu bekannt haben.
Auch verschiedene linksorientiere Organisationen und Parteien verwendeten Sozialistische Heraldik in ihren Wappen, Abzeichen und Symbolen.
Dabei wird/wurde oft nicht immer den klassischen Regeln der Heraldik entsprochen, um sich bewusst von den monarchisch bzw. liberal-demokratischen und kapitalistisch orientierten Staaten abzugrenzen.
Da die Sowjetunion der erste sozialistische Staat der Welt war, orientierten sich viele ebenfalls sozialistische gewordene Staaten an dem Staatswappen der Sowjetunion und übernahmen weitgehend deren Symbolik und Gestaltung.
Sozialistisch Staaten und Organisationen greifen/griffen bei ihren Wappen meistens auf folgende Symbole zurück:
| Symbol | Bezeichnung                                         | Bedeutung                                                |
| ------ | --------------------------------------------------- | -------------------------------------------------------- |
|        | Rote Fahne                                          | - Symbol der Arbeiterbewegung - Revolution               |
|        | Hammer und Sichel                                   | - Arbeiter-und-Bauern-Staat - Diktatur des Proletariats  |
|        | Roter Stern (manchmal auch gelb oder gelb umrandet) | - Klassenlose Gesellschaft - Symbol der Arbeiterbewegung |
|        | Ährenkranz                                          | - Bauernstand - Landwirtschaft                           |
|        | Aufgehende Sonne                                    | - Revolution                                             |
|        | Zahnräder                                           | - Arbeiterklasse - Fortschritt - Industrialisierung      |
|        | Strommasten                                         | - Fortschritt - Industrialisierung                       |
|        | Hacke                                               | - Bauernstand - Landwirtschaft                           |
|        | Buch                                                | - Intelligenzija - Wissenschaft - Bildung - Kultur       |
|        | Zirkel                                              | - Intelligenzija - Wissenschaft - Bildung                |
|        | Globus Erde                                         | - Weltrevolution - Revolutionsexport                     |

Viele dieser Symbole werden/wurden auch mit Nationalsymbolen oder Landschaften kompiniert, manchmal findet man auch Kompinationen mit Waffen, die für einem Freiheitskampf stehen oder Kraftwerke, Schlote, Traktoren und Nutzpflanzen als weitere Symbole für Landwirtschaft bzw. Industrialisierung.

## Staatswappen mit sozialistischer Heraldik

### Gegenwärtige Staaten
| Wappen | Land                               | Zeitraum  |
| ------ | ---------------------------------- | --------- |
|        | Republik Angola                    | seit 1975 |
|        | Republik Belarus                   | seit 1995 |
|        | Volksrepublik China                | seit 1950 |
|        | Republik Dschibuti                 | seit 1977 |
|        | Republik Guinea-Bissau             | seit 1973 |
|        | Demokratische Volksrepublik Korea  | seit 1948 |
|        | Demokratische Volksrepublik Laos   | seit 1975 |
|        | Republik Mosambik                  | seit 1975 |
|        | Demokratische Bundesrepublik Nepal | seit 2006 |
|        | Republik Nordmazedonien            | seit 1991 |
|        | Tadschikistan                      | seit 1993 |
|        | Usbekistan                         | seit 1992 |
|        | Sozialistische Republik Vietnam    | seit 1976 |

### Historische Staaten und Staaten mit früherer sozialistischer Heraldik
| Wappen | Land                                                                  | Zeitraum  |
| ------ | --------------------------------------------------------------------- | --------- |
|        | Königreich Afghanistan                                                | 1928–1929 |
|        | Demokratische Republik Afghanistan                                    | 1978–1992 |
|        | Sozialistische Volksrepublik Albanien                                 | 1944–1999 |
|        | Autonome Republik Aserbaidschan                                       | 1945–1946 |
|        | Demokratische Volksrepublik Äthiopien                                 | 1987–1991 |
|        | Volksrepublik Benin                                                   | 1975–1990 |
|        | Volksrepublik Buchara                                                 | 1920–1924 |
|        | Volksrepublik Bulgarien (siehe auch Wappenvarianten der VR Bulgarien) | 1948–1990 |
|        | Burkina Faso                                                          | 1984–1997 |
|        | Chinesische Sowjetrepublik                                            | 1931–1937 |
|        | Derg (Provisorischer Militärverwaltungsrat Äthiopien)                 | 1975–1987 |
|        | Deutsche Demokratische Republik                                       | 1950–1990 |
|        | Sozialistische Sowjetrepublik Iran                                    | 1920–1921 |
|        | Sozialistische Föderative Republik Jugoslawien                        | 1943–1992 |
|        | Demokratisches Kampuchea                                              | 1975–1979 |
|        | Volksrepublik Kampuchea                                               | 1979–1989 |
|        | Staat Kambodscha                                                      | 1989–1992 |
|        | Republik Kap Verde                                                    | 1975–1992 |
|        | Republik Khmer                                                        | 1970–1975 |
|        | Volksrepublik Kongo                                                   | 1970–1992 |
|        | Republik Mahabad                                                      | 1946      |
|        | Sozialistische Republik Mazedonien                                    | 1944–1991 |
|        | Demokratische Republik Madagaskar                                     | 1975–1992 |
|        | Mongolische Volksrepublik                                             | 1940–1990 |
|        | Volksrepublik Rumänien                                                | 1948–1965 |
|        | Sozialistische Republik Rumänien                                      | 1965–1990 |
|        | Russische Föderation                                                  | 1992–1993 |
|        | Republik Serbien                                                      | 1992–2004 |
|        | Tuwinische Volksrepublik                                              | 1921–1944 |
|        | Volksrepublik Ungarn                                                  | 1949–1990 |
|        | Demokratische Republik Vietnam                                        | 1955–1976 |
|        | Republik Südvietnam                                                   | 1975–1976 |

## Nicht anerkannte Staaten
| Wappen | Land                                    | Zeitraum  |
| ------ | --------------------------------------- | --------- |
|        | Autonome Territoriale Einheit Gagausien | seit 1994 |
|        | Volksrepublik Lugansk                   | seit 2014 |
|        | Pridnestrowische Moldauische Republik   | seit 1990 |
|        | Wa-Staat                                | seit 1989 |

## Organisationen und Parteien

Emblem of the KJVC
Sozialistischer Patriotischer Jugendverband
Demokratische Volkspartei Afghanistans
Kommunistische Partei der Tschechoslowakei
Tschechoslowakische Volkssozialistische Partei
Äthiopische Revolutionäre Volkspartei
Äthiopische Revolutionäre Volkspartei (ca. 1975)
Volksbefreiungsfront von Tigray
Rumänische Kommunistische Partei
Front der Pflüger
Somalische Revolutionäre Sozialistische Partei
Kommunistische Partei Chiles
Kommunistische Partei Indonesiens
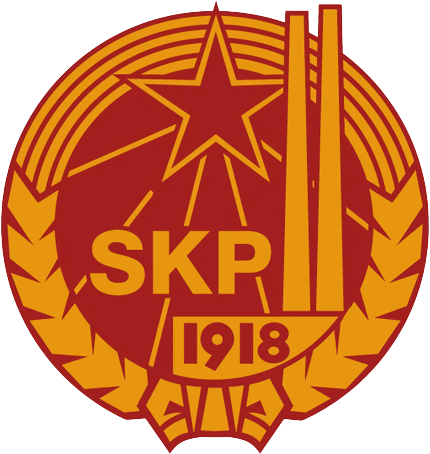
Kommunistische Partei Finnlands (1918)
Partido Socialista Português
Italienische Sozialistische Partei (1971–1978)
Kommunistische Partei Australiens
Vietnamesische Vaterlandsfront
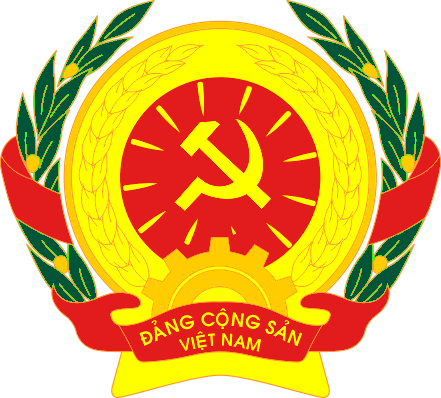
Alternatives Parteiwappen der Kommunistischen Partei Vietnams
Jemenitische Sozialistische Partei (1978–1990)
Sozialistische Einheitspartei Deutschlands, DDR, einander reichende Hände symbolisieren die Einheit der Arbeiterbewegung
erhobene Faust, das Symbol der Arbeiterbewegung